# Kurdové
Kurdové jsou íránský národ sídlící na Blízkém východě, který žije hlavně v odlehlých oblastech dnešního Turecka (cca 11,4–15 milionů), Íránu (mezi 4,8–7,9 milionu), Iráku (4,0–6,5 milionu) a Sýrie (1,6 milionu). Mnoho Kurdů obývá také turecká velkoměsta, především Istanbul. Kromě toho vznikla od 60. let 20. století početná kurdská diaspora v Západní Evropě, především v Německu (0,75 až 1,0 milionu) a Nizozemsku.
Zmínky o Kurdech se začaly objevovat v arabských zdrojích v raném středověku, ačkoli tento termín nebyl tehdy používán pro konkrétní skupiny lidí, spíše šlo o odkaz na směsici kočovných západních íránských kmenů, které se odlišovaly od Peršanů. Ovšem jasný důkaz kurdské etnické identity lze nalézt až v textech z 12.–13. století. Kurdská kultura i jazyk jsou zakořeněny právě v íránské kultuře, v důsledku toho jsou Kurdové často označováni jako lidé íránského původu.
Kurdština patří k severozápadní skupině íránských jazyků, které spadají do indoevropské větve. Kurdové jsou dnes v mnoha státech, kde žijí, utlačováni, stávají se oběťmi diskriminace, někdy dokonce genocidy. Irácký diktátor Saddám Husajn nechal povraždit tisíce Kurdů plynem. První, kdo použil plynové zbraně proti Kurdům, byli již v roce 1918 Turci. V Turecku čelí Kurdové tvrdé asimilační politice a je jim odpíráno právo na politickou reprezentaci.

## Příchod Kurdů
Kurdské kmeny přišly do míst jejich dnešního rozšíření již v prehistorické době. Dle hrubých odhadů se dá usoudit, že se tak stalo v druhém tisíciletí před naším letopočtem. V této době přišel na Blízký východ indoevropský kmen Árijců. Íránská náhorní plošina se tak stala velmi důležitým předělem mezi Blízkým východem, Střední Asií a indickým subkontinentem. Stejně tak sloužilo toto území i jako dočasné útočiště pro tehdy nově přicházející kmeny z východu. Dá se předpokládat, že se Kurdové, kteří sem přišli s přistěhovaleckou vlnou indoevropských Árijců, promísili s obyvatelstvem, které již na tomto území žilo.
Kolem původu Kurdů se vede řada vědeckých debat a vzniklo mnoho teorií, přičemž je nutno dodat, že vzhledem k osidlovacímu procesu, který trval celá staletí, nejsou žádné řádné důkazy. Hlavní teorie lze stručně zformulovat takto:

### Churritský původ
Kurdové jsou potomci Churritů, kteří založili stát Mitanni (v 2. tisíciletí př. n. l.). Jelikož Churrité byli často přezdíváni též Hurité či Kurité, lze usoudit, že se od nich též odvodilo jméno kurdského kmene. Je také zajímavé, že území huritských kmenů se téměř dokonale pokrývá s kurdským územím. Na druhou stranu je nutno dodat, že Hurité nemluvili žádným z indoevropských jazyků.

### Skythský původ
Podle této teorie jsou Kurdové potomci Skytů. Xenofón psal ve své Anabázi o jistém kmeni Kurdučů. Na druhou stranu většina vědců a archeologů tuto teorii vyvrací, jelikož území, kde Kurdučukové žili, bylo na dnešní Ukrajině a v Bělorusku.

### Médský původ
Vyvinuli se z kmene Médů. Také většina dnešních Kurdů se považuje za potomky Médů. Toto mínění se pak ještě více posílilo tím, že staromédské slovo „kur/kurd“ je výrazem pro slovo „silný“. I v dnešní době se dá toto slovo i s jeho původním významem nalézt v jednom z kurdských dialektů. Kurdský archeolog prof. Syies tvrdí, že Médové jsou kurdskými kmeny, které sousedily s asyrskou říší. Toto by též odpovídalo, jelikož patří k indoevropské jazykové větvi a původem jsou Árijci. V současné době se mnoho vědců snaží tuto teorii podpořit ještě tím, že hledají základy kurdštiny v řeči starých Médů.

## Hranice území

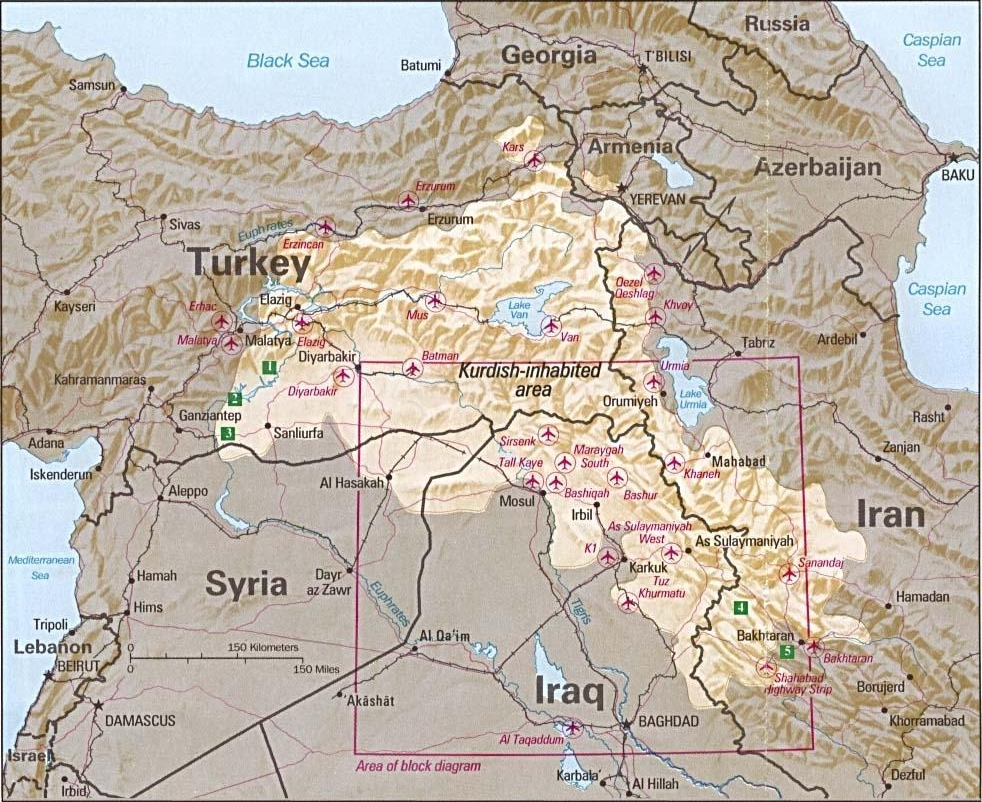
Území obývané Kurdskou většinou (1992)

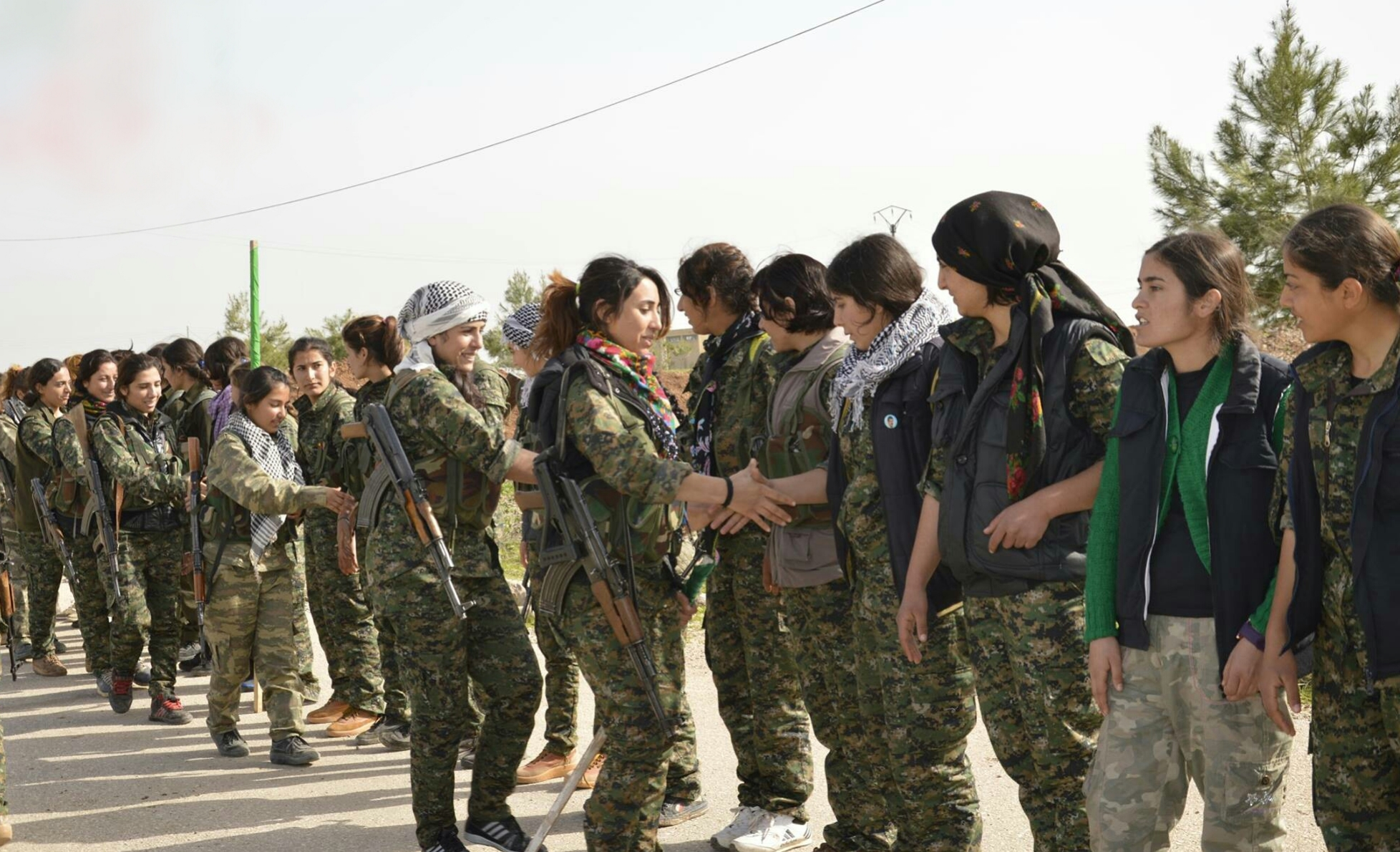
Syrští Kurdové bojující proti Islámskému státu

Do dnešních dnů nemá Kurdistán žádné přesné hranice. Státy, ve kterých Kurdové žijí, se všemožně snaží obhájit tvrzení, že je nesmyslné, aby Kurdové měli vlastní stát. Nejasnosti zvyšuje historický fakt, že slovem Kurdistán byla označována provincie v Perské říši, které vládl turecký kmen Seldžuků. Tato nadvláda trvala od 11. do 13. století, kdy pak Seldžukové převzali moc nad velkou částí Blízkého východu.
Kurdistán jako ohraničené území pak existoval ještě jednou, a to v 19. století jako provincie v Osmanské říši, tato provincie byla ale během vládních reforem opět brzy zrušena. V roce 1927 během Kurdského povstání pak byla vyhlášena mezinárodně neuznaná kurdská Araratská republika, která zanikla v září 1931 zásahem turecké armády.

## Jazyky
Kurdské jazyky se řadí mezi severozápadní íránské jazyky indoíránské jazykové větve indoevropské jazykové rodiny.
Jako kurdština se obecně označují všechny kurdské dialekty. Mluvčí žijí především na území tzv. Kurdistánu, který se rozkládá hlavně v Turecku, Sýrii, Iráku a Íránu. V Iráku je považována za oficiální jazyk, v Íránu má status oficiálního regionálního jazyka a uznáván je také v Arménii. Nejblíže příbuzní jazykem jsou jim Balúčové.
Kurdské jazyky se nejčastěji dělí do tří podskupin:
- Severokurdská (kurmándží) – počet mluvčích: 15–20 mil.; Turecko, Sýrie, sever Iráku, severozápad Íránu
- Středokurdská (sorání) – počet mluvčích: 6–7 mil.; východ iráckého Kurdistánu, západ Íránu
- Jihokurdská (pehlewání) – počet mluvčích: 3 mil; íránské oblasti Kermánšáh a Ílám a západ iráckého Kurdistánu

Jazyky zazaki (střední Turecko) a horami (západ Íránu) nejsou často klasifikovány jako kurdské jazyky, protože si nejsou vzájemně srozumitelné. Jejich mluvčí však sami sebe považují za Kurdy.
Systém zápisu kurdštiny dosud není pevně stanoven a sjednocen. V Turecku se kurdština zapisuje latinkou, tureckým pravopisem, v Íránu upravenou variantou arabského písma, v Iráku buď arabským písmem nebo latinkou. V Sýrii se pro zápis kurdštiny rovněž používá latinka. Kurdové na území bývalého Sovětského svazu užívají většinou stále upravenou variantu cyrilice.

## Populace

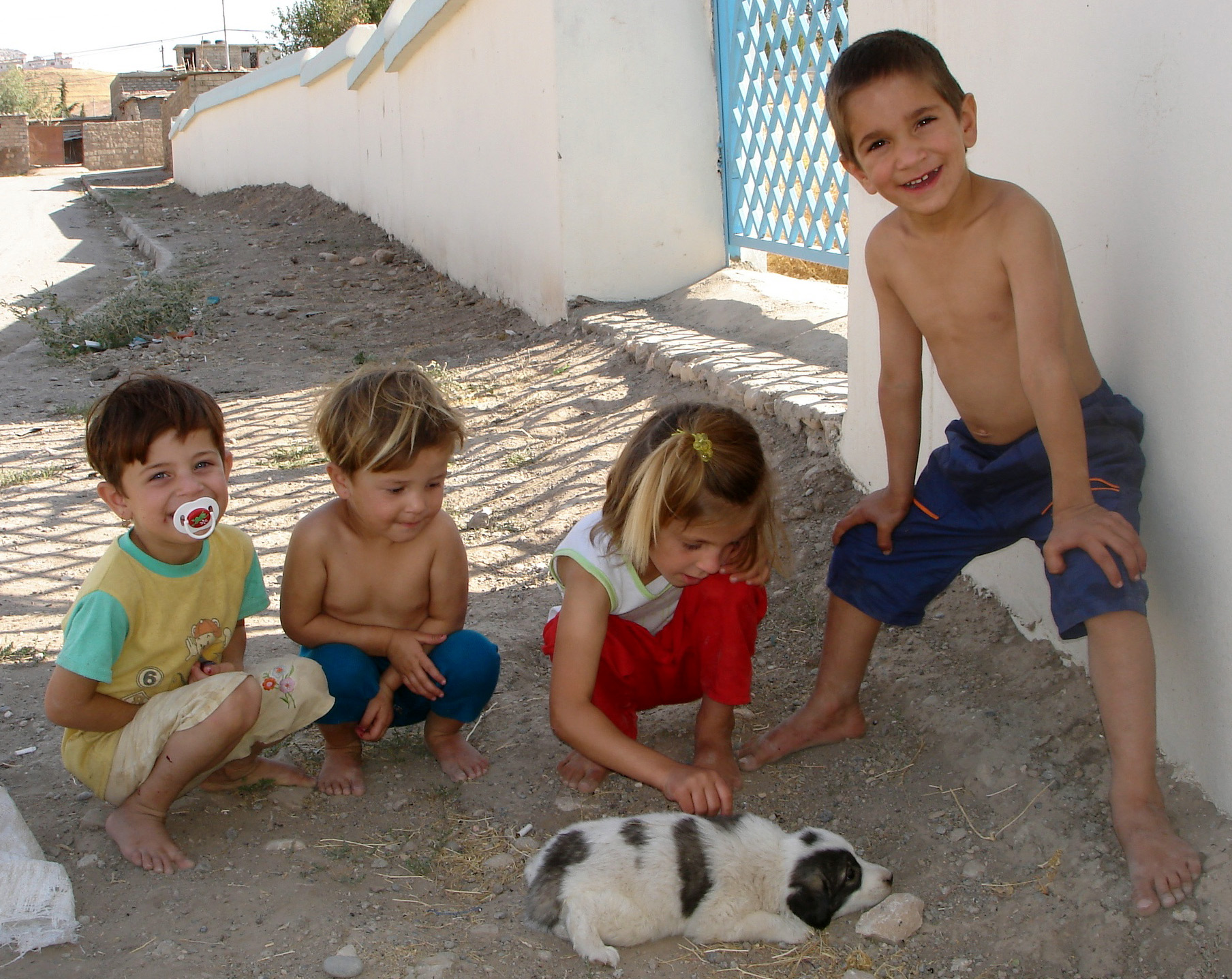
Kurdské děti v Sulajmáníji

Počet kurdského obyvatelstva v Asii (na území Kurdistánu) se odhaduje asi na 30 milionů, další dva miliony žijí v diaspoře. Kurdové tvoří asi 18–20 % obyvatel Turecka (někdy uváděno až 25 %), 15–20 % Iráku, 10 % Íránu a 9 % Sýrie. Kurdové jsou po Arabech, Peršanech a Turcích čtvrtým největším etnikem v západní Asii.
V roce 1991 se počet kurdského obyvatelstva pohyboval okolo 22,5 milionů, přičemž až 48 % z nich žilo v Turecku, 24 % v Íránu, 18 % v Iráku a 4 % v Sýrii.
V západoevropských zemích žije dle odhadů nejméně 1,5 milionu Kurdů, z toho asi polovina v Německu.
Zvláštním případem kurdské diaspory, jsou komunity v Zakavkazsku a centrální Asii, vysídlené zde v období Ruského impéria. Tyto komunity po více než sto let podstupovaly nezávislý vývoj. Počet členů těchto komunit byl odhadnut asi na 0,4 milionu.

## Kurdská situace od roku 1950

### V Turecku

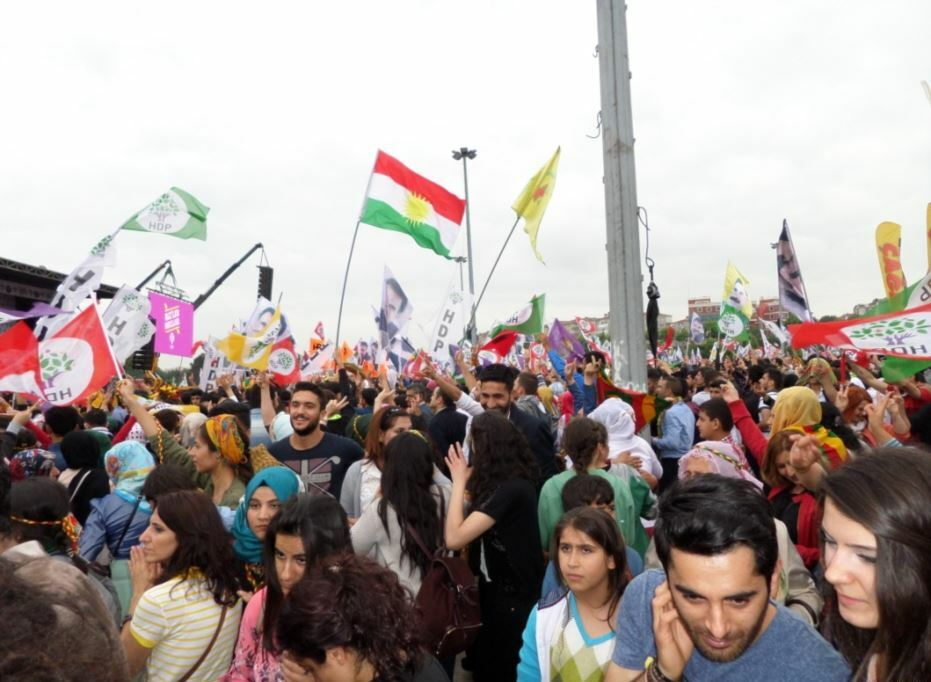
Stoupenci prokurdské strany HDP v Istanbulu

Většina kurdských sídlišť se nachází v jihovýchodním Turecku. Centrem je město Diyarbakır.
Od potlačení povstání Alevitů ve 30. letech 20. století byla politická situace Kurdů v Turecku pro příští půlstoletí relativně klidná. Turecko se nezúčastnilo druhé světové války a úspěšně udržovalo svou zahraničně-politickou neutralitu až do počátku padesátých let, kdy se obrátilo k západnímu světu a vstoupilo do NATO jako důležitý geostrategický partner. Spojené státy a další západní spojenci Turecka se příliš nezajímali o práva etnických menšin v zemi. Nespokojenost Kurdů se situací vyústila koncem 70. let v založení extremistických, marxisticky orientovaných a nacionalistických organizací, mezi nimiž je Strana kurdských pracujících (PKK) obzvláště prominentní.
Po vojenském převratu v roce 1980, kdy se k moci v Turecku dostala vojenská junta, byl kurdský jazyk ve veřejném i soukromém životě oficiálně zakázán. Vedení PKK muselo zemi opustit. Slova „Kurdové“, „Kurdistán“ nebo „Kurdský“ turecká vláda oficiálně zakázala. V té době bylo v kurdských územích používání kurdského jazyka, oblékání, folklóru a jmen zakázáno. Mnozí, kteří hovořili, publikovali nebo zpívali v kurdštině, byli zatčeni a uvězněni.
Pod vedením Abdullaha Öcalana začal v roce 1984 ozbrojený konflikt PKK proti Turecku, který oficiálně trval až do roku 1999, kdy agenti americké tajné služby CIA zajali kurdského vůdce Öcalana v Keni a vydali jej do Turecka, ale občasné ozbrojené potyčky se udály i později. Tento konflikt měl pro Kurdy katastrofální následky: bylo zabito asi 30 000 lidí, velké části jihovýchodního Turecka byly zničeny, tisíce venkovských míst byly zničeny nebo opuštěny, kurdská populace z nich byla přemístěna do „bezpečnějších“ městských oblastí jako jsou Diyarbakır, Van nebo Rnırnaka. Od té doby také dále roste kurdská diaspora v západoevropských zemích. Abdullah Öcalan byl v Turecku původně odsouzen k smrti a pak omilostněn k doživotnímu vězení, když přiznal teroristickou podstatu své PKK. Mezi země a organizace, které tuto skupinu klasifikují jako teroristickou, patří Turecko, Írán, Irák, Sýrie, Spojené státy, Spojené království, dále také NATO, Evropská unie, nikoli však OSN. Podle amerických zdrojů 37,4 % etnických Kurdů v Turecku věří, že PKK zastupuje všechny Kurdy, zatímco většina 50,1 % s tím nesouhlasí.
Turecko je dnes zemí s největší kurdskou populací, která je také největší etnickou menšinou v zemi. Vykazovaný počet Kurdů v Turecku se může lišit o miliony osob v závislosti na zdrojích a definicích. Turecká rada pro národní bezpečnost tvrdí, že v Turecku žije 12,6 milionu Kurdů. Podle odhadů americké tajné služby CIA činí jejich počet asi 14 milionů lidí, což by bylo zhruba 18 % z celkové turecké populace. Na druhé straně má být počet Kurdů v Turecku podle kurdských nacionalistických zdrojů, které uvádějí alevitské publikace, až dvojnásobný, tedy více než 25 milionů. Všechny výše uvedené odhady se vztahují na turecké obyvatele, kteří se identifikují jako Kurdové, zatímco počet mluvčích kurdštiny je přibližně poloviční, a to v důsledku několik desetiletí trvající jazykové asimilace. Více než polovina z Kurdů v Turecku jsou sunnitští muslimové, stejně jako drtivá většina etnických Turků, ale na rozdíl od nich nepatří k tzv. Hanafi. Mezi 20-25% Kurdů jsou Alevité (šíitská forma islámu) a zbytek jsou Sufis a Yessis, křesťané a další. Většina kurdské populace tradičně žije v jihovýchodních částech Turecka, které jsou spojovány s neurčitě vymezenou zeměpisnou oblastí Kurdistánu, a stovky tisíců Kurdů žijí v etnických enklávách střední Anatolie. Kvůli konfliktu mezi tureckou armádou a PKK se velké množství Kurdů stěhovalo do nejvíce industrializovaných provincií v severním Turecku. Používat kurdský jazyk na veřejnosti bylo zakázáno v roce 1991. V současnosti je turečtina jediným úředním jazykem v zemi.

### V Íránu
Postavení Kurdů v Íránu se v mnoha ohledech liší od ostatních současných států s kurdským obyvatelstvem. Za prvé, Kurdové jsou součástí íránského národa spolu s Peršany, Ázerbájdžánci, Mazanderani, Gilaki, Talis, Beludžima a jinými etnickými skupinami s íránskou státní příslušností. S Kurdy v jiných státech mají společný etnický původ a kulturu. V době osmanizace a pohybu hranice na východ našli statisíce Kurdů a jejich potomci útočiště v Íránu. Kurdská literatura ve všech svých podobách (kurdská, soranská, guranská) jako jeden z hlavních faktorů jejich identity byla také vytvořena v rámci íránských hranic a byla silně ovlivněna dalšími íránskými literaturami (nejvíce perskou). Kromě historických a kulturních faktorů se Írán liší od ostatních západoasijských zemí s osídlením Kurdů tím, že jeho hranice netvořily evropské koloniální mocnosti jako Velká Británie, Francie nebo Rusko, takže Írán nezasáhla vlna nacionalistických hnutí jako se to stalo v Turecku, Iráku nebo v Sýrii, ale zůstal jako jedinečný příklad etnicky heterogenní, ale politicky homogenní země v širším regionu.
Kvůli rostoucímu tureckému a arabskému nacionalismu a sovětskému vlivu v této oblasti postavil Írán ve 20. století svou politickou ideologii na pan-íránských pohledech na svět a tradičně pomáhal Kurdům za íránskými hranicemi proti jejich politické a kulturní diskriminaci a asimilaci. Jedním z předních íránských politiků a intelektuálů v době populárního předsedy vlády Muhammada Mosaddeka byl Karim Sandžabi, Kurd z provincie Kermanšáh, který předsedal politické straně Národní fronta založené v roce 1949 Mosaddekem.
Kurdské postavení se výrazně nezměnilo ani po roce 1953, kdy byla v důsledku státního převratu podporovaného Spojenými státy (Operation Ajax) posílena monarchická moc íránského šáha. Rezá Šáh Pahlaví (jinak mazanderanské národnosti) sám Kurdy nazýval „čistokrevnými Íránci“ nebo „jedním z nejušlechtilejších íránských národů“. K významnému obratu v kurdské společnosti došlo v 60. a 70. letech, kdy Rezá Pahlaví realizoval program industrializace země, čímž silně omezil venkovský a kočovný způsob života Kurdů. Tento program postihl převážně severní a střední části Íránu s velkou kurdskou populací, ale proces probíhal poměrně pomalu, takže v roce 1977 byl poměr pracovníků v průmyslu a zemědělství ve Východním Ázerbájdžánu 1 : 2,6. Také podíl městského obyvatelstva ve středním Íránu činil 80 % a v oblastech osídlených Kurdy pouze 25 %. Rozdíly mezi těmito ukazateli byly pak významně sníženy pokračujícím vzestupem íránské ekonomiky v 80. a 90. letech 20. století.
Dědictví dvou loutkových států zřízených Sovětským svazem na severu Íránu po skončení druhé světové války, zvláště Mahábádské republiky (1946), a roky pokusů SSSR destabilizovat Írán provokací etnických dělení a šířením komunismu se odrazily v ustavení několika kurdských marxistických politických stran, jako byly PDKI, Komalah a Tudeh. Nejvýznamnějším z nich byla „Íránská demokratická strana Kurdistánu“ (PDKI), která v 70. letech působila proti vládě šáha Pahlavího a usilovala o autonomii Kurdů. Po jejím pádu a vypuknutí íránsko-irácké války vznikla tzv. „Národní rada odporu“ v čele s MEK, což byla organizace, která se podílela na Saddámových masakrech iráckých Kurdů a kterou Írán a Spojené státy považovaly za teroristickou. Ačkoli byly kurdské marxistické strany po pádu SSSR do značné míry marginalizovány, v roce 2004 se činnost PJAK (rozšířená ruka turecké PKK), která také působí v regionu, zintenzívnila.
Přesný počet Kurdů v Íránu je stejně jako v jiných zemích obtížné zjistit, ale v tomto případě nejsou pro to důvody v rovině asimilační politiky státu, ale spíše se Kurdové a další národy této země identifikují více podle státní příslušnosti než podle svého etnika. Nejběžnější odhady procenta Kurdů v poměru k celkovému íránskému obyvatelstvu se pohybují v rozmezí 7–10 %, což znamená mezi 5,4 a 7,7 milionů lidí. Významná kurdská společenství obývají 15 z 31 íránských provincií: většina z nich žije na severozápadě, a to v provinciích Kurdistán, Kermánšáh, Západní Ázerbájdžán, Východní Ázerbájdžán (s hlavním městem Tabríz) a Ardabíl. Kromě toho žije asi 10 % íránských Kurdů na severovýchodě země (provincie Severní Chorásán, Chorásán Razaví a Jižní Chorásán). Íránská města s největší kurdskou populací jsou Sanandadž, Kermánšáh, Bodžnúrd, Teherán, Shiraz a Mašhad.
Kurdové v Íránu hovoří kurdsky, kurdština má status úředního jazyka v několika provinciích. Kurdské dialekty jsou zhruba rozděleny na kurdské (severozápadní) a sorání (jihozápadní), ačkoli v závislosti na odborných klasifikacích existuje řada dalších dialektů nebo jazyků (tzv. tlačené dialekty, lakijski, sabaki). Sunnitští muslimové na severozápadě země tvoří většinu kurdské populace, asi milion a půl šíitů žije hlavně v provincii Kermánšáh. Mezi menšinová náboženská vyznání íránských Kurdů patří jarsanismus (Ahl-e Hakk), křesťanství a jezídismus.
Mezi nejznámější Kurdy v Íránu patří bývalý viceprezident Mohammad Reza Rahimi (úřadoval v letech 2008–2013) a starosta Teheránu v letech 2005 až 2017 Mohammad Bagher Ghalibaf (otec je Kurd, matka je etnická Peršanka), který v roce 2005 ve funkci starosty nahradil bývalého íránského prezidenta Mahmúda Ahmadínežáda.

### V Iráku
Se zhroucením britského mandátu Mezopotámie v roce 1932 se Kurdové poprvé ocitli v hášimovském iráckém království a poté v Irácké republice od roku 1958. Kurdská nespokojenost s iráckým nacionalismem předsedy vlády Abdula Karima Kasima vyvrcholila počátkem šedesátých let, kdy se Mustafa Barzani vzbouřil proti iráckým úřadům. V březnu 1970 byl v Iráku oznámen plán na zřízení kurdské autonomie v průběhu čtyř let, ale toto nebylo provedeno z důvodu prudkého zvratu v politice, který změnil pan-arabské světonázory. Začalo období programu arabizace v oblastech bohatých na ropu v okolí Kirkuku a Hanakinu. V roce 1974 bylo organizováno pronásledování Kurdů. Írán pomohl Kurdům bojovat s pan-arabskou politikou, což vedlo ke značnému tření s arabským světem. V roce 1975 irácký představitel Saddám Husajn a íránský Rezá Šáh Pahlaví podepsali v Alžíru dohodu, podle které se zavázali vyřešit otázku vymezení, tj. íránské ukončení ozbrojené podpory Kurdů v Iráku. Poté irácké orgány jednaly s Kurdy a jejich vůdci, jako byl Barzani, jako s rebely, takže vůdci uprchli do Íránu.
Kurdská situace v Iráku se výrazně zhoršila v průběhu agrese Saddáma Husajna vůči Íránu (1980) a Kuvajtu (1990): během íránsko-irácké války Saddámova vláda prováděla v roce 1983 represivní opatření vůči menšinám. Výsledkem byla občanská válka mezi sunnitskými Araby a Kurdy. Hlavními kurdskými představiteli konfliktu byli Masúd Barzání, který vedl Kurdistánskou demokratickou stranu (KDP) v Irbílu, a Džalál Talabání se svou Kurdistánskou vlasteneckou aliancí (PUK). Konečné období konfliktů v Iráku a Íránu v roce 1988 a arabsko-kurdských konfliktů z roku 1988 je poznamenáno masovými oběťmi a genocidními zločiny proti Kurdům, jako je kampaň al-Anfal a masakr v Halabdže. Kurdové budou stále pociťovat podobné pogromy i poté, co byla potlačena vzpoura v roce 1991, krátce po skončení války v Zálivu, ve které byl Saddámův Irák poražen, ale podařilo se mu získat kontrolu nad iráckým Kurdistánem, Ve stejném roce více než jeden a půl milionu uprchlíků opustilo severní Irák a uprchlo do Íránu a Turecka a evropských zemí aby OSN chránila zbývající Kurdy, přijala rezoluci zakazující iráckým letectvům létat na sever od 36. rovnoběžky. Na konci roku 1991 se kurdští partyzáni podařilo vyhnat irácké vojáky z Arbílu a Sulejmanije, kde byly zavedeny kontroly, na které irácká vláda reagovala pozastavením humanitární pomoci a úplným embargem iráckého Kurdistánu. Kurdové v reakci na to v květnu 1992 založili Kurdskou regionální vládu a provedli parlamentní volby.

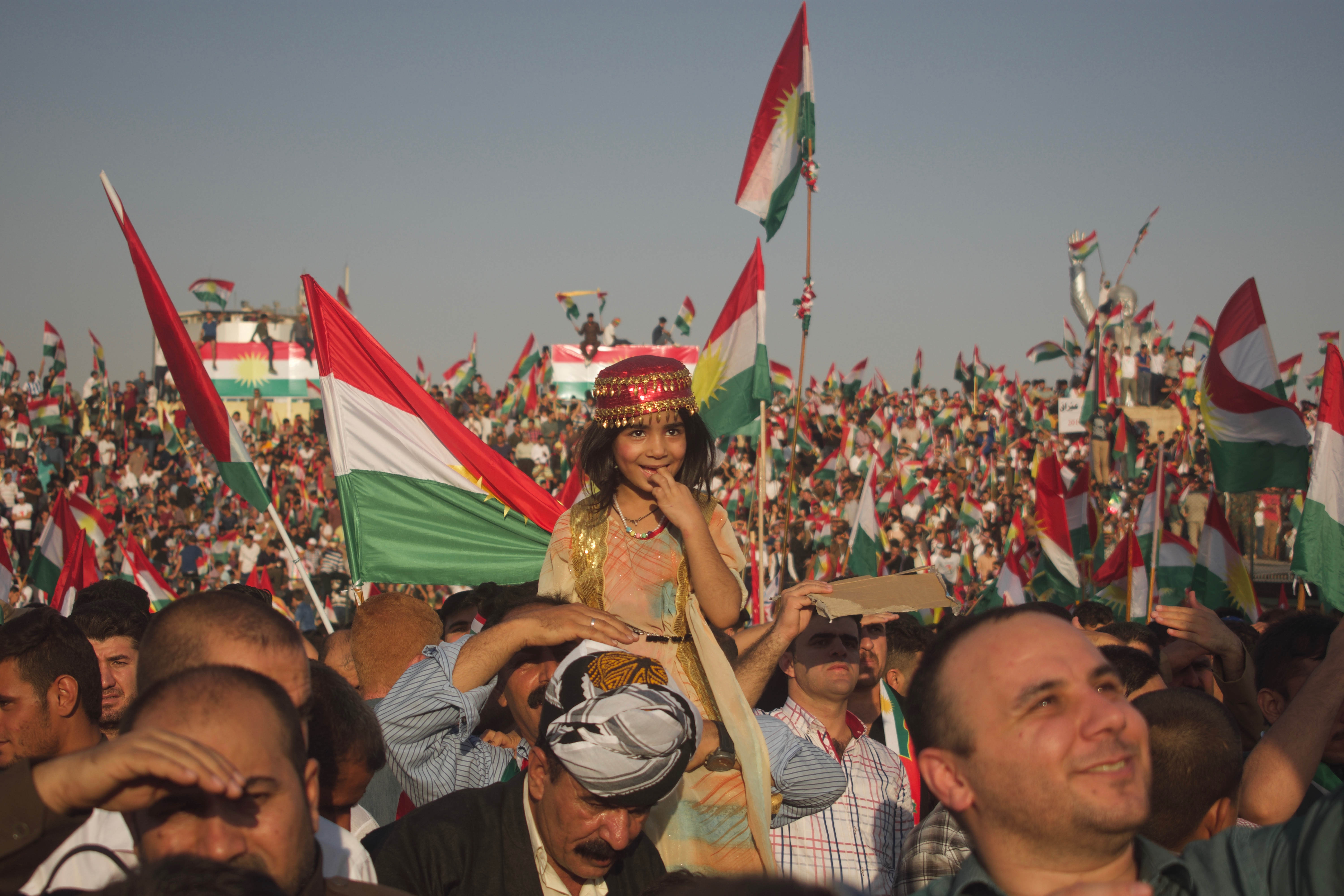
Pro nezávislost iráckého Kurdistánu se v referendu v září 2017 vyslovilo více než 92% iráckých Kurdů

Prostřední 1990 let označené občanské války mezi KDP a PUK, ze dvou hlavních kurdských politických stran v Iráku. Dva roky po parlamentních volbách v roce 1992, ve kterých KDP a PUK získali stejnou podporu 45% hlasů, vypukly ozbrojené střety mezi dvěma frakcemi kvůli kontrole černého trhu (produkt Saddámova embarga), což mělo za následek tisíce obětí v prvním roce. O rok později se střetem zprostředkovaným CIA rozešlo spiknutí Saddáma Husajna s likvidací, ale plán nakonec selhal a ozbrojený konflikt pokračoval. V roce 1996 vytvořily obě strany spojenectví:Talabaniho PUK hledá pomoc od Íránu a Barzaniho KDP se obrací k samotnému Saddámovi, který vidí příležitost znovu získat kontrolu nad severem země. Situace se ještě víc zkomplikuje, když se Spojené státy pod záminkou, že chtějí, aby se zabránilo „novému genocidu Kurdů,“ začíná bombardování Iráku a mezinárodní působení kurdské PKK při střetech spínačů a Turecka, které operace Hammer a oceli v severním Iráku způsobil velké ztráty na marxista organizace. mírová dohoda mezi KDP a PUK uzavřel 1998, rok Amerického zprostředkování, a aby byly obě strany zavázaly, že neumožní přístup k irácké armády a PKK v oblasti Kurdistánu, a jak sdílet mezinárodní pomoc a politickou moc. Spolupráce mezi těmito dvěma politickými proudy byla zvláště významná v roce 2003, kdy napomáhaly americké invazi do Iráku a svržení Saddáma Husajna.
Kurdové v Iráku dnes tvoří 15–20% z celkové populace, což znamená mezi 4,7 milionu až 6,5 milionu lidí. Většina z nich žije v severovýchodních částech země, tj. v politicky vymezené oblasti iráckého Kurdistánu, která se řídí novou ústavou z roku 2005, kterou řídí kurdská regionální vláda, a skládá se ze 3 z 18 iráckých provincií: Arbil, Duhok a Suleiman. V této autonomii žijí přibližně čtyři miliony lidí, ale mezi nimi jsou desítky tisíc Arabů, Asýřanů, Chaldejců, Arméni, Shabak, Mendeans a další etnické skupiny. Většina Kurdů žije v milionových městech Irbíl a Sulajmáníja, ale existuje také značné množství venkovských populací, a mezi ostatními iráckými městy stojí za zmínku Bagdád s asi 300 000 Kurdy, Mosul s 50 000 a obecně jižní Irák s asi 100 000. Dominantním náboženstvím iráckých Kurdů je sunnitský islám (větev Shafi'i), méně izolované kurdské komunity jsou také křesťanské, židovské nebo jezídské. Kurdština je v Iráku od roku 1970 spolu s arabštinou oficiálním jazykem, nejčastějšími dialekty jsou Kurmanji a Sorani. Kurdové jsou dnes zastoupeni ve vedoucích politických pozicích v Iráku. Od roku 2005 je prezidentem autonomního iráckého Kurdistánu Masúd Barzání z KDP, v roce 2017 zesnulý Džalál Talabání byl prezidentem republiky Iráku.

### V Sýrii

Území Rojavy v Sýrii pod kontrolou prokurdské autonomní správy a jednotek Syrských demokratických sil - SDF (žlutě) v lednu 2018

Poté, co se francouzský mandát v Levantu v roce 1946 rozpadl na Libanon a Sýrii (nepočítaje severní části zabavené Tureckem), většina původních Kurdů skončila pod hranicí nově vytvořené Syrské arabské republiky. Jak nově vytvořený arabský stát budoval svou národní identitu na pan-arabské ideologii egyptského prezidenta Gamala Abdel Nassera, Kurdové se ocitli v podřízeném postavení nad arabskou většinou, ale nebyl hlášen žádný ozbrojený konflikt ani pronásledování. V průběhu kurzu se situace Kurdů začala zlepšovat. 60., 70. a 80. léta byla podmíněna řadou náboženských a politických změn v Sýrii a v celém regionu. V roce 1961 byla Spojené arabská republika, sestávající ze Sýrie a Egypta, rozpuštěna a pan-arabská nálada začala na syrské politické scéně mizet a v roce 1970 se k moci dostal Hafez al-Assad, který patřil k menšinové Alawitské náboženské skupině. Šíitská větev podobná Alevitům), a proto se postoj vůči Kurdům výrazně zlepšil. Po roce 1979, v roce Saddam Hussein převrat uchvátili moc v Iráku a íránské revoluce, Sýrie se otočil zpátky do Iráku, a je nakloněna k tradiční kurdské spojence Íránu, na jehož čele přišel šíitského ajatolláha Chomejní . Během osmdesátých a devadesátých let v důsledku konfliktu PKK v Turecku a Saddámova pronásledování našli stovky tisíc Kurdů útočiště v Sýrii, kde jejich status nebyl dosud vyřešen.

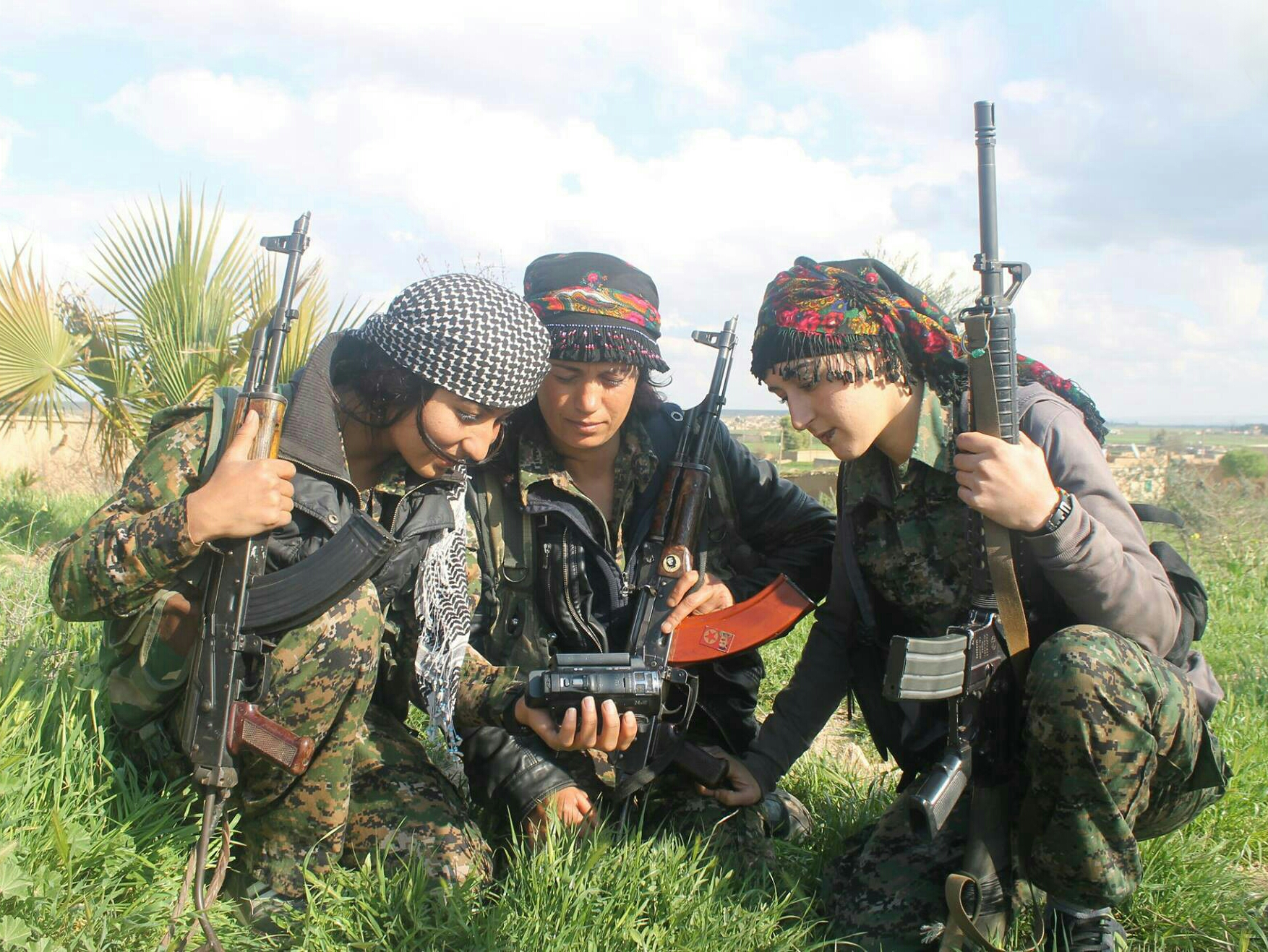
Ženské obranné jednotky YPJ

Stejně jako v případě Turecka a Iráku jsou Kurdové největší etnickou menšinou v Sýrii, která představuje přibližně 8% celkové populace  tj. Přibližně dva miliony lidí. Většina z nich žije v severovýchodních částech země odpovídající zeměpisné oblasti Kurdistánu, tj. V syrské provincii al-Hasak. Významnější města této provincie, kde Kurdové tvoří velkou část populace, jsou Kamishli a al-Hasaka a kromě severních částí země, jako jsou svahy pohoří Taurus, největší syrská města Damašek a Aleppo s desítkami tisíců kurdské populace. Většina syrských Kurdů jsou sunnitští muslimové (Shafi'i a Hanafi), zatímco menšiny jsou šíitští Alevité, pak křesťané, a asi 12.000 jsou Jesidové. Jediným oficiálním jazykem v zemi je arabština, kterou hovoří většina mírumilovně asimilovaných Kurdů na jihozápadě země, a nejvíce zastoupeným kurdským dialektem na severovýchodě je Kurmandji. Podle oficiálních amerických zdrojů je většina Kurdů v EUSýrie, ať už domácí nebo nově příchozí, je identifikována více prostřednictvím kmenové identity než kurdský nebo syrský nacionalismus. Relativně mírové soužití s většinovým arabským obyvatelstvem a kulturní šíření mezi dvěma národy přispěly k větší důvěře Kurdů v syrské úřady.
V lednu 2018 byla zahájena turecká invaze do kurdské provincie Afrín na severu Sýrie, kterou Turecko ovládlo. Turecká ofenziva v Sýrii v roce 2019 byla namířena proti prokurdským jednotkám SDF.

### V jiných zemích
K dalším zemím, ve kterých žijí Kurdové, patří Arménie a Ázerbájdžán s několika jejich etnickými enklávami, dále také Jordánsko a Turkmenistán. V případě zmíněných třech zemí, které patřily do bývalého Sovětského svazu, lze zmínit, že Kurdové zde od 19. století žili jako kočovné kmeny, které se staly oběťmi osmanské a turecké perzekuce. S výjimkou Stalinových čistek v 30. letech 20. století měli Kurdové během sovětského období relativní svobodu a vládní kulturní podporu, stejně jako jiné menšiny. Kulturní centra, vysokoškolské programy a vydávání publikací v kurdštině byly povoleny. Většina Kurdů v SSSR však mluvila ázerbájdžánsky - například sovětské sčítání lidu z roku 1926 ukázalo, že pouze 3 100 (neboli 8,3 %) z celkového počtu 37 200 ázerbájdžánských Kurdů aktivně používalo kurdské jazyky. Po rozpadu Sovětského svazu v roce 1991 se situace Kurdů v nově vzniklých republikách obecně zhoršila v důsledku sílícího nacionalismu titulárních národů, což platí především pro Arménii a proti kurdské náklonnosti k Ázerbájdžánu zvláště pro situaci po válce v Náhorním Karabachu. Podle posledního sčítání lidu v Ázerbájdžánu dnes žije již jen 13 100 Kurdů. Kurdské organizace odhadují, že počet Kurdů se v Jordánsku pohybuje kolem 200 000 a v Turkmenistánu přibližně kolem 40 000. Přesná čísla pro kurdskou populaci ve jmenovaných zemích je obtížné odhadnout kvůli politickým manipulacím při oficiálních sčítáních lidu.

## Kuchyně
Kurdská kuchyně je vysoce heterogenní pojem, protože integruje íránské, turecké a arabské kulinářské zvyky. Je nejvíce podobná národním kuchyním v Íránu a Turecku, zatímco od arabských se liší v tom, že není příliš pikantní. Vzhledem k tomu, že rozsáhlá oblast celého Kurdistánu nemá přístup k moři, je kurdská kuchyně velmi kontinentálního typu a odráží návyky života v horách, kde krátká léta a dlouhé chladné zimy omezují rozmanitost nabídky potravin. Tradiční kočovný způsob života, který v minulosti nezahrnoval obdělávání orné půdy a zemědělství jako takové, nýbrž téměř jen zacházení s hospodářskými zvířaty, učinil maso nejdůležitějším zdrojem výživy.
Nejběžnějšími masovými pokrmy jsou jehněčí a kuřecí maso, které se tradičním íránským způsobem podává spolu s rýží nebo chlebem. Významnou roli ve stravě hrají také mléčné výrobky, jako je sýr, smetana a jogurt vyrobené z ovčího nebo kravského mléka. Ohledně upotřebení ovoce v kurdské kuchyni je možno vyzvednout hrozny, jablka, fíky a ořechy. U zeleniny jsou to okurky a rajčata. Příprava pokrmů se vyznačuje jednoduchostí (vaření a pečení na otevřeném ohni). Koření se obvykle nevyskytuje. Oblíbeným kurdským nápojem je černý čaj.
Kofta nebo chufti je jedním z nejoblíbenějších pokrmů v Kurdistánu i mimo něj. Mezi druhy jídel v Kurdistánu patří kromě toho kaak, naan-birinja, halal, kabab nebo ćevapi, sib-polo, jikaveh, gimih tari, ash shalami a burani (íránská jídla), a pak maclub a shift (arabská jídla) a sarma, baklava (sladká pochoutka) a jogurt (turecké pokrmy). Savar je tradiční jídlo kurdských farmářů a získává se vařením zrn pšenice, která se vysuší na slunci a pak se vymlátí. Toto jídlo se podává většinou vařené. Tapsi je lilek, zelené papriky, cuketa a brambory s pikantní rajčatovou omáčkou. Běžnou kurdskou specialitou jsou pokrmy, které se připravují z pečených rajčat, paprik, olivového oleje a vajec a slouží hlavně jako snídaně.